# Bitva na Moravském poli
Bitva na Moravském poli byla svedena 26. srpna 1278 (na den sv. Rufa) v odpoledních hodinách na pravém břehu řeky Moravy mezi vesnicemi Dürnkrut (Suché Kruty) a Jedenspeigen, ležícími v Dolních Rakousích 30 km jižně od Břeclavi.
V boji proti sobě stanula spojená vojska římského krále Rudolfa I. Habsburského a uherského krále Ladislava IV. Kumána proti vojsku českého krále Přemysla Otakara II. a jeho spojenců. Přemysl Otakar II. prohrál a přišel v bitvě o život.

## Politické příčiny
V bitvě šlo především o babenberské dědictví (Rakousy a Štýrsko), které původně získal Přemysl, ale o něž usiloval také Rudolf, aby se jeho potomci stali říšskými knížaty, jimiž dosud nebyli. V roce 1276 byl Přemysl nucen uzavřít s ním Vídeňský mír a zříci se tak všech nečeských držav. Další podmínky míru nedodržel a Habsburk naproti tomu začal zasahovat do záležitostí českého státu a podporovat proti Přemyslovi odbojnou šlechtu.

## Bitva a její důsledky

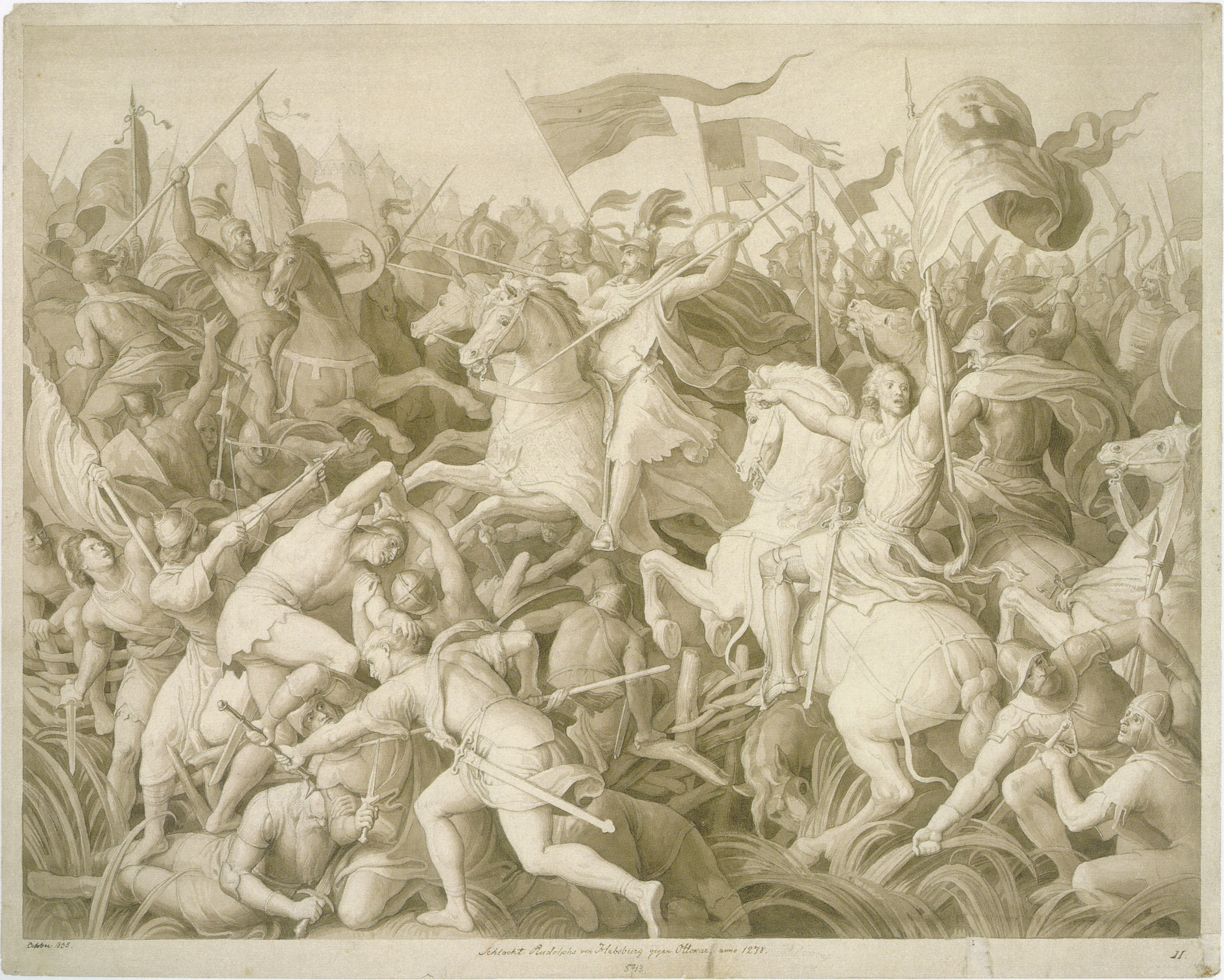
Bitva mezi Rudolfem Habsburským a Přemyslem Otakarem II., autor Julius Schnorr von Carolsfeld, 1835

Přemysl jistě nevybral bojiště blízko řeky Moravy náhodně, bylo to rozhodně vhodné bitevní pole a český král na něj měl jistě dobré vzpomínky, protože nedaleko od Suchých Krut leží místo jeho největšího vítězství, Kressenbrunn.
Bitvy se účastnilo dohromady cca 55 000 mužů (přesné počty nejsou známy) a jejich střet trval přibližně tři hodiny. „Za heslo prohlášeno u českého vojska: Budějovice, Praha! U nepřátel volalo se: Řím, Kristus!“ V dlouho vyrovnaném boji se vítězství nakonec přiklonilo na habsburskou stranu. Sám Rudolf Habsburský se prý ocitl v ohrožení života, ale zachránil ho rytíř Walter z Ramschwagu. Bitva byla ze strany říšského vojska vedena proti soudobým pravidlům rytířského boje (právě proto se jako symbol rytířství objevuje vždy Přemysl, ne Rudolf) – nerozhodla ji proslulá zrada českých pánů (z nichž většina ani na místo bitvy nedorazila), ale útok Rudolfova šiku, vedeného Ulrichem z Kapellen, ze zálohy do boku české sestavy se smluveným pokřikem: „Utíkají! Utíkají!“, což zmatené české vojsko rozložilo.
Část českých ztrát, které Rudolf Habsburský dle zvyku doby pravděpodobně přehnaně vyčíslil na 12 000 mužů, způsobila rozbahněná řeka Morava, ve které se rytíři utopili. Porážka českého vojska byla natolik výrazná, že Rudolf část svých bojovníků odvolal a podmanil si Moravu.
Výsledkem bitvy bylo definitivní potvrzení nově nastoleného habsburského panství v Rakousích a Štýrsku, které se staly tzv. dědičnými habsburskými zeměmi a daly základ geopolitickému uspořádání, které přetrvalo téměř šest a půl století, do roku 1918. V českém království nastala po smrti krále velmi složitá situace (vlastně anarchie) a hospodářské problémy. Poručník kralevice Václava Ota V. Braniborský si počínal jako v dobyté zemi a kořistnicky se chovala i část české šlechty. Poměry zčásti uklidnilo až svolání šlechtického sněmu v r. 1281, jehož účastníci se zavázali ke stíhání lupičů a škůdců země a k navrácení rozkradených královských zboží a hradů do rukou poručníka (jakožto zástupce řádné královy vlády). Ale neúroda a mrazivé počasí následujícího roku situaci ještě více zkomplikovaly. Období 1278–1283 bylo proto již dobovými kronikáři nazváno „zlá léta“.

## Legendy

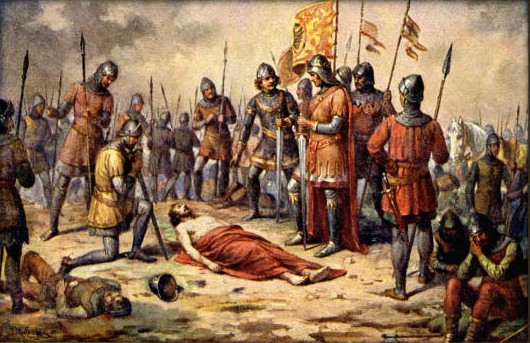
Josef Mathauser – Přemysl Otakar II. padl u Suchých Krut v den sv. Rufa 1278

Na poměrně krátkou bitvu se o boji na Moravském poli rozšířilo překvapivé množství pověr. První zmiňuje, že Záviš z Falkenštejna v předvečer bitvy nabídl Přemyslovi pomoc za beztrestnost. Sám Falkenštejn se ovšem brzy po králově smrti ocitl v čele vítkovských čet, které znovu vedly útok na klášter Zlatou Korunu i na královské město České Budějovice. Druhá pověst mluví o tom, že Milota z Dědic odjel uprostřed bitvy z boje a způsobil prohru. Pan z Dědic byl ve skutečnosti jeden z Přemyslových nejvěrnějších. Milota se snažil zachránit situaci. Se skupinou rytířů chtěl novou vlnu útočníků zezadu objet a vpadnout jim do zad. Nebyla jeho vina, že to mnozí pochopili jako ústup a útěk. Za svého života nikomu nic nevysvětloval, protože nemusel, a zrádce se z něho stal až v 19. století.
Další fáma vypráví o osobním souboji mezi Přemyslem a Rudolfem Habsburským. Po manévru hejtmana z Dědic se český král snažil zabránit panice a zůstal na bojišti ve složité pozici. Rudolf mluvil o tom, že jeho protivník zemřel v bitvě, ale kdyby se s ním osobně střetl na meče (a zvítězil), jistě by o tom nemlčel.
Poslední pověst mluví o samotném scénáři smrti Přemysla Otakara II. Neví se přesně, jak zemřel, verzí je víc – mezi nimi i teorie o tom, že ho na ústupu zabili jeho vlastní lidé.
| „                   | Tuť již poznával Otakar, že nebylo více spásy pro něho: ale na ustoupení ani nepomysliv, s nemnohými, kteří při něm byli zůstali, dotíral vždy ještě na nepřátely, až druhové jeho buďto pozahynuli, aneb jako syn jeho kníže Mikuláš do zajetí upadli, a i kůň jeho pod ním ulehnul. Tu cele umdlený, nevládna již ani smysly svými, přepaden jest od několika surových vojáků, ježto hodivše mu provaz na krk, vlekli ho dále; aby odjali mu drahou přílbici, roztloukli ji na jeho hlavě a strhli s těla jeho celé odění. | “ |
| — František Palacký | |   |

Toto líčení se objevuje nejčastěji. Naznačuje se ovšem, že útočníci Přemysla nepoznali a měli ho za jednoho z pánů. Jenže za královraha se sám označil Bertold Schenk z Emerberku (bez zajímavosti není, že jeho bratr byl předtím popraven na králův příkaz). Jak už jeho jméno naznačuje, pan z Emerberku zastával úřad číšníka a Přemysla musel znát. Český král se Bertoldovi a jeho družině měl podle všeho vzdát, ale ti toho nedbali a ubili ho snad sedmnácti ranami. Jedna z nich mu rozčísla lebku.

## Literární ohlasy bitvy

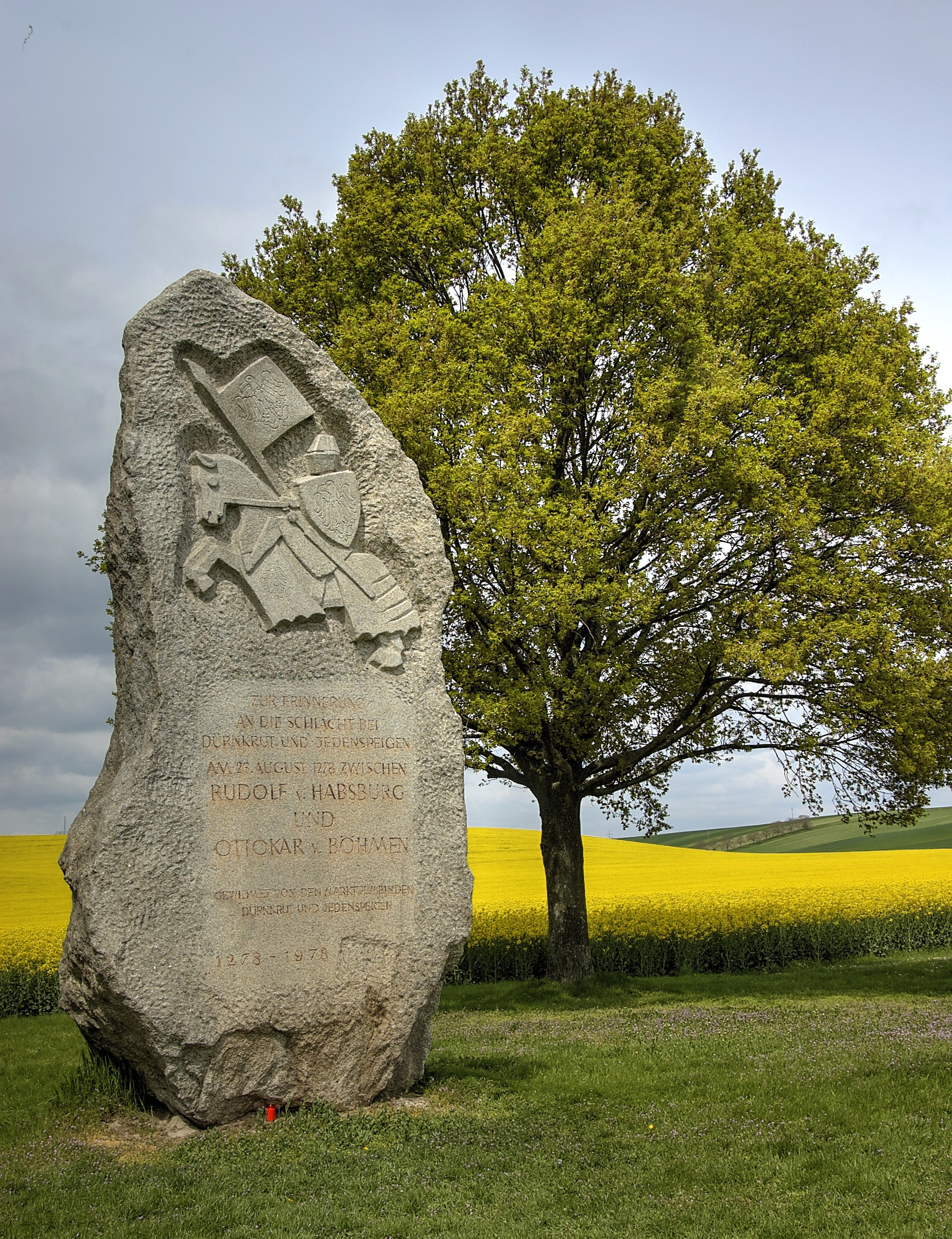
Pomník bitvy

Tragický konec českého krále vyvolal značný rozruch a je popsán v řadě soudobých i pozdějších kronik a literárních děl. Přemysl je zmíněn i ve slavném Dantově díle Božská komedie (v VII. zpěvu II. části, „Očistce“), kde, poněkud ironicky, „milou společnost tvoří“ Rudolfu Habsburskému…
Dále se Otakarovu pádu věnoval Jindřich Heimburský, kronikář z českých zemí píšící latinsky; pak také tzv. Colmarský dominikán, kronikář z alsaského města Colmar, který vytvořil píseň Wâfen iemer mêre („Běda, stálé běda“), svým vyzněním českému králi velmi příznivou (proto také byla kladně přijímána a oceňována už např. Františkem Palackým).
Dalším zdrojem informací (ovšem protichůdných) o tehdejší době je i Štýrská rýmovaná kronika od Otakara Štýrského, kde je Přemysl znázorněn jako symbol světské pýchy a k tomu obviňován ze sedmi hlavních hříchů. Jako Přemyslovy oběti jsou zde – v rozporu se skutečnostmi – vzpomínáni Gertruda Babenberská, její syn Fridrich Bádenský a poslední zástupce císařského rodu Štaufů Konradin.
Neznámý básník z Porýní vytvořil částečně dochované dílo Die Böhmerslacht (Bitva s Čechy), kde popisuje přípravy k boji i samotný průběh bitvy. Bohužel se dílo nedochovalo celé a krom toho není podáno dle reality, ale stylizovaně.
Soudobý autor Oldřich Daněk napsal rozhlasovou hru "Bitva na Moravském poli", jejíž děj se odehrává formou vzpomínky o deset let později, v době Václava II.
Autor Zbraslavské kroniky se každopádně s Přemyslem Otakarem II. loučí dost pochmurnými slovy:
| „               | Národe na hlavu padlý, jenž klesáš v největší bídě poražen, sám již hyneš - a bez krále zasloužíš zajít. Více já tobě než sudbě, víc tobě než smrti já kladu za vinu královu zhoubu. Vždyť krutěji nechals ho zemřít, než by ho nepřítel nechal, neb od něho dovedls prchnout. Proto tak rychle král zhynul. Ó, přej mu svých radostí, Kriste, v nebesích po boku svém. Dej radost mu na věky věkův. Amen. | “ |
| — Petr Žitavský | |   |

Bitva je taky zmíněna ve hře Blaník divadla Járy Cimrmana jako jedna ze třech osudových proher českého národa (vedle bitev u Lipan a na Bílé hoře).

## „Běda, stálé běda“
| „Velký žal nás drtí: proč vzala jsi nám, smrti, dobrého krále z Čech? Ach, srdce nad ním puká! Jak jeho štědrá ruka se ujímala všech Plačme pro Otakara krále, který byl zabit nenadále! Vždy vlídný neskonale chránil všechny, velké, malé, veškeré křesťany. | Často pěst jeho jistá ve svatém jménu Krista Kumány drtila. Byl šlechtic duší, tělem, v jeho lvím srdci smělém byla krev zmužilá. Český král padl v poli slávy. V pláč propukněte usedavý, sirotci, vdovy! Klopme hlavy! Jak hrdina však zemřel pravý, beze vší pohany.“ |